# شهرستان هوایان
شهرستان هوایان (به لاتین: Huai'an County) یک منطقهٔ مسکونی در چین است که در جانگجیاکو واقع شده‌است.